# Rudolf Kraj
Rudolf Kraj (Mělník, 5 dicembre 1977) è un ex pugile ceco.

## Palmarès

### Olimpiadi
- 1 medaglia:
  - 1 argento (Sydney 2000 nei pesi medio-massimi)

### Mondiali dilettanti
- 1 medaglia:
  - 1 bronzo (Bangkok 2003 nei pesi medio-massimi)